# Deopalpus decoratus
Deopalpus decoratus là một loài ruồi trong họ Tachinidae.